# ۳۷۰ (پیش از میلاد)
۳۷۰ (پیش از میلاد) ۳۷۰مین سال قبل از تقویم میلادی است.